# Ibrahima Conté
Ibrahima Conté (Conakry, 1991. április 3. –) guineai labdarúgó, a belga Anderlecht középpályása.

## Pályafutása

### A válogatottban
2010-ben játszott először a guineai válogatottban. Részt vett a 2012-es és a 2015-ös afrikai nemzetek kupáján. Ez utóbbin negyeddöntős lett a csapatával.